# ハイタンク式トイレ
ハイタンク式トイレ（ハイタンクしきトイレ）は主に公共トイレで用いられる洗浄方式の1つである。

## 構造
基本的に小便器、または大便器のすぐ真上に置かれるが、トイレの間取りなどから少し離れたところに置かれている事例もある。
タンク内には手引きサイホン式の場合、一般的なロータンクと同じようなポールタップ類が入っており、垂れ下がっている紐を引くことでサイホンが発生し、便器が水洗される。電磁サイホン式の場合は自動サイホン装置が入っている。

### 小便器
小便器では主に以下の方式がある。
- タイマー式：管理者が設定した時刻、または間隔で洗浄を行う。
- 落し込み式：常にハイタンクの蛇口から水を出しておき、水が満杯になると洗浄を行う。
- 人数カウント式：天井付近などにセンサーを設置し、設定された回数センサーが検知すると洗浄を行う。

### 大便器
大便器では主に以下の方式がある。
- 手引きサイホン：タンクから垂れ下がっている紐を引くとサイホンが起き水洗される。
- 電磁サイホン：スイッチを押すと制御盤が感知し、自動でサイホンを起こす事で洗浄する。
- シスタンバルブ式：一見するとフラッシュバルブ式に見えるが、配管はハイタンクに繋がっており、レバーを操作するとタンクの水が水洗される。

INAX (現LIXIL) では手引きサイホン式を「天秤引手クサリ式」、シスタンバルブ式を「リードフラッシュ式」と呼称する。

## 材質

### 木製
主に昭和初期ごろの家庭トイレに用いられた方式で、木製の枠の中にプラスチックやブリキの板が入っていることが多い。耐久性の面から陶器製に取って代わられた。

### プラスチック製
先述の木製ハイタンクから交換する際、建物の耐久性から、陶器製のハイタンクを設置出来ない場合に採用されることが多い。

### 陶器製
近年では一般的なハイタンク。陶器製のため丈夫だが、木製に比べて質量があるのである程度の重さでも支えられる建物で用いるのが好ましい。

## メリット
- 高所に設置するためロータンク式に比べて水勢が強い
- タンクに貯める方式のため、水道の水圧が低くとも使用出来る
- トイレが狭い時、タンクを高所に置くスペースを節約出来る

## デメリット
- 給水時の騒音が激しい・高所にあるため、メンテナンス製に欠ける
- 小便器では、使用状況に応じた適切な水洗頻度でない場合、悪臭の元、または水の無駄使いとなる
- 最近の便器の洗浄水量よりタンク容量のほうが多いため、節水性に欠ける